# Jovana Damnjanović
Jovana Damnjanović (serbisch-kyrillisch Јована Дамњановић; * 24. November 1994 in Belgrad) ist eine serbische Fußballspielerin.

## Karriere

### Vereine
Damnjanović begann ihre Karriere in der Jugend des FC Perspektiva. Später wechselte sie zum serbischen Erstligisten LASK Roter Stern, mit dem sie 2012 das Pokalfinale erreichte, welches jedoch mit 1:2 nach Verlängerung gegen den ŽFK Spartak Subotica verloren wurde. Im Jahr darauf wurde sie mit ihrer Mannschaft serbische Vizemeisterin.
Im Sommer 2013 verpflichtete sie der Bundesligist VfL Wolfsburg. Am 7. September 2013 (1. Spieltag) debütierte sie beim 1:1-Unentschieden im Heimspiel gegen den FC Bayern München mit Einwechslung für Martina Müller in der 73. Minute in der Bundesliga. Nach zwei Spielzeiten wechselte sie im Sommer 2015 zum Ligakonkurrenten SC Sand. Im März 2017 wurde ihre Verpflichtung durch den deutschen Meister FC Bayern München bekanntgegeben. Ihr Bundesligadebüt für München gab sie am 5. November 2017 (7. Spieltag) beim 3:1-Heimsieg gegen den MSV Duisburg mit Einwechslung für Lucie Voňková in der 62. Minute.
Nachdem Damnjanović im April 2019 ihren zunächst bis Juni 2020 datierten Vertrag bei den Münchnerinnen bereits um zwei weitere Jahre verlängert hatte, verlängerte sie im Juni ihren Vertrag erneut, diesmal bis 2025. Am 13. August 2024 wurde ihr Vertrag bis 2027 verlängert.

### Nationalmannschaft
Am 23. Februar 2010 debütierte sie im Alter von 15 Jahren in der A-Nationalmannschaft im Test-Länderspiel gegen die Auswahl Ungarns, welches mit 0:1 verloren ging. Sie wurde in der 57. Spielminute eingewechselt.
Damnjanović nahm an der vom 2. bis 14. Juli 2012 in der Türkei ausgetragenen U-19-Europameisterschaft teil, schied mit ihrem Team jedoch nach der Vorrunde aus dem Turnier aus. In der Qualifikation zur U-19-Europameisterschaft 2013 war sie mit 14 Toren zwar erfolgreichste Torschützin, konnte sich mit ihrem Team jedoch nicht für die Endrunde qualifizieren.

## Erfolge
FC Bayern München
- Deutscher Meister 2021, 2023, 2024, 2025
- DFB-Pokal-Sieger 2025, -Finalist 2018

VfL Wolfsburg
- Champions-League-Sieger 2014
- Deutscher Meister 2014
- DFB-Pokal-Sieger 2015

## Sonstiges
Jovana Damnjanović ist die Cousine von Jelena Čanković. Sie betreibt ein Café in München.